# Іванов Едуард Георгійович
Едуард Георгійович Іванов (рос. Эдуард Георгиевич Иванов; нар. 25 квітня 1938, Москва, СРСР — пом. 15 січня 2012, Москва, Росія) — радянський хокеїст, захисник. Олімпійський чемпіон.

## Клубна кар'єра
Народився 25 квітня 1938 року в Москві. Вихованець хокейної секції столичного стадіону «Юних піонерів». 1955 року, разом з «Хіміком», дебютував у класі «А». Під керівництвом Миколи Епштейна відіграв і наступний сезон. У 1957 році «Хімік» переїхав до Воскресенська, а Едуард Іванов перейшов до команди «Крила Рад» — одного з трьох грандів тогочасного радянського хокею. Виступав у парі з олімпійським чемпіоном 1956 року Альфредом Кучевським. За п'ять сезонів у профспілковій команді здобув одну срібну і дві бронзові нагороди національного чемпіонату, отримав запрошення до збірної Радянського Союзу. За підсумками сезону чотири рази обирався до списку найкращих хокеїстів СРСР.
У 1962 році Анатолій Тарасов запропонував перейти до ЦСКА. В команді відбувалася зміна поколінь; з легендарних захисників 50-х років залишився лише капітан Микола Сологубов. Виступав у парі з Олександром Рагуліним, який прийшов до клубу майже одночасно з Івановим. За ЦСКА відіграв п'ять сезонів. Здобув чотири золоті і одну срібну нагороду чемпіонатів СРСР, двічі святкував перемоги у національному кубку. Чотири рази входив до списку найкращих хокеїстів країни і тричі до символічної збірної. Всього в елітній лізі радянського хокею провів 300 матчів і забив 40 голів. У 1967 році, через конфлікт із тренерами столичного армійського клубу, був змушений перейти до СКА МВО. За команду з Калініна відіграв три сезони і завершив виступи у 1970 році.

## Виступи у збірній
За збірну Радянського Союзу дебютував 1 січня 1959 року. У Нью-Йорку радянські хокеїсти зіграли внічию з командою США (5:5). У складі національної команди здобув золоту медаль зимових Олімпійських ігор 1964. У восьми матчах закинув шість шайб у ворота суперників. Директорат Міжнародної федерації хокею найкращими гравцями турніру обрав воротаря Сета Мартіна, захисника Франтішека Тікала і нападника Бориса Майорова. Але, враховуючи прохання тренерів збірної СРСР Аркадія Чернишова і Анатолія Тарасова, приз найкращого нападника отримав захисник Едуард Іванов, як найкращий гравець команди-переможця.
Здобув по чотири золоті нагороди на чемпіонатах світу і Європи. На Олімпійських іграх і чемпіонатах світу провів 29 матчів (12 закинутих шайб), а всього у складі збірної СРСР — 79 матчів (16 голів).

## Подальше життя
По завершенні ігрової кар'єри працював у спортивному клубі МВО. Був відповідальним за комплектування команд, які брали участь у першостях Збройних сил СРСР. З 1979 по 1988 рік був керівником дитячо-юнацької спортивної школи ЦСКА. У 90-ті роки був заступником президента регіональної громадської спортивної організації «Ветерани хокею» Олександра Рагуліна. У 2009 році працював консультантом з постановки хокейних матчів на зйомках російського фільму «Міннесота».
Помер 15 січня 2012 року в Москві. Похований на Троєкурівському кладовищі.

## Досягнення
- Олімпійський чемпіон (1): 1964
- Чемпіон світу (4): 1963, 1964, 1965, 1967
- Чемпіон Європи (4): 1963, 1964, 1965, 1967
- Чемпіон СРСР (4): 1963, 1964, 1965, 1966
- Срібний призер (2): 1958, 1967
- Бронзовий призер (1): 1959, 1960
- Володар кубка СРСР (2): 1966, 1967